# Lago Xuanwu
O Lago Xuanwu (Chinês simplificado: 玄武湖; pinyin: Xuánwǔ hú) está localizado no Distrito de Xuanwu na parte centro-nordeste de Nanquim em Jiangsu, China. Está próximo da Estação de Comboio de Nanquim e do Templo Ji Ming. Cinco ilhas juntas ao lago estão interligadas por pontes arqueadas. Uma visita ao lago e ao seu parque podem incluir uma caminhada de até cinco horas. Perto do parque existem templos, pagodes, pavilhões, jardins, casas de chá, restaurantes, infraestruturas de entretenimento, um pequeno jardim zoológico e outras atracções. A entrada principal é a Porta de Xuanwu.

## História
Segundo os geológos, o lago foi formado quando as placas tectónicas se deslocaram e criaram o Monte Yanshan. Há uma lenda que diz que o Imperador Sun Quan (182–252) se estabeleceu na área de Nanquim e criou o lago enchendo-o de água. O lago tem o nome de um dragão negro, que se crê ser um deus da água dos Taoístas chineses, de acordo com uma lenda de uma dinastia do Sul (420-859). O dragão, visto no lago, parece-se a uma tartaruga e uma cobra e recebeu o nome Xuanwu, que significa tartaruga preta.
Durante o período das Seis Dinastias (222–859), foi criado um jardim num local balsático, que é agora considerado um dos sítios pitorescos do parque. A área foi usada para caçar e treinar pelos membros da família do imperador.
Também chamado "Lago de Ensaios Militares', o lago foi usado para exercícios navais de batalha durante a Dinastia Song (960–1279). O "Armazém do Livro Amarelo", ou os "Arquivos do Registo Amarelo", foi construído aqui no início da Dinastia Ming (1368-1644), e foi tornada então "terra proibida".
O lago e a área circundante foram tornadas parque em 1911, depois do fim da Dinastia Qing. Foi renomeado de Parque do Lago de Yuanwu para "Parque Continental" em 1928 e oficialmente nomeado Parque do Lago Xuanwu em 1935. Foi feito um plano em 2005 para criar o Parque Cultural Li Yu, o Parque do Jardim, o pavilhão de Qingyinge e o jardim da imortalidade.

## Descrição
A entrada principal do Parque do Lago Xuanwu é a Porta de Xuanwu, que faz parte da Muralha da Cidade de Nanquim, que tem fronteira a sul e a este com o parque e com o Templo Ji Ming na sua área sudoeste. A Torre Zifeng divide o lago.[carece de fontes?] O lago de 444 hectares tem 15 quilómetros em circunferência.

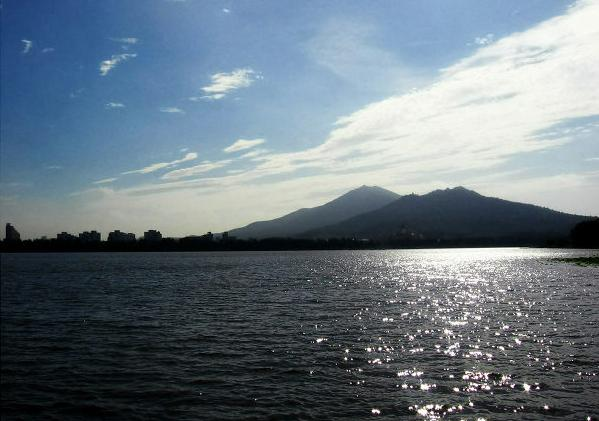
Lago Xuanwu com a Montanha Púrpura no fundo
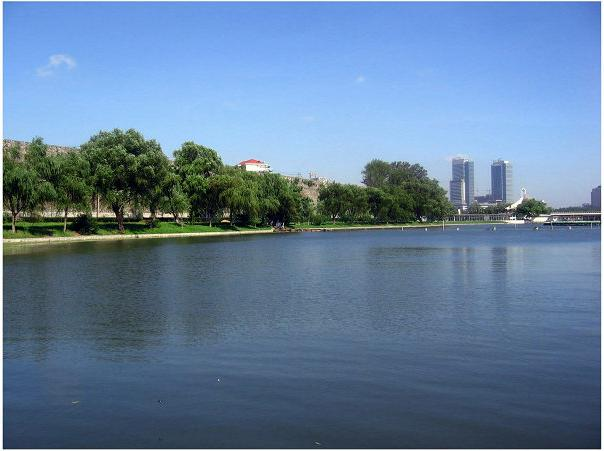
O Lago Xuanwu com o perfil urbano da cidade e a Muralha da Cidade de Nanquim no fundo
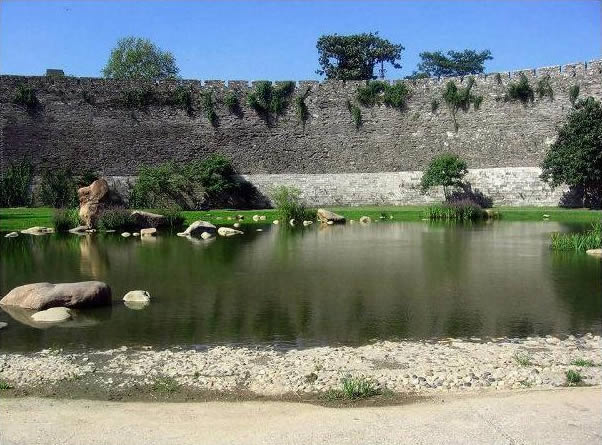
Piscina e Muralha da Cidade de Nanquim

## Parque
O Parque do Lago Xuanwu (chinês: 玄武湖公园), outrora um jardim lacustre imperial, é agora um parque citadino. Na primavera, as cerejeiras da cereja cor-de-rosa estão em flor. Os visitantes de Verão podem observar folhas de lótus, flores e um refúgio pacífico de salgueiros, seguido por maples vermelhos e ginkgos dourados na cascata. Pontes arqueadas ligam as cinco ilhas. O "Crisântomo de Outono do Ilhéu de Lang" tem o Templo do Deus do Lago, o Pavilhão Wenji, o Museu Bonsai e um tanque de peixes. O "Mar de Flores do Ilhéu de Ying" é um santuário com mais de 200 espécies raras de aves. Um local de entretenimento, incluindo um coreto, localiza-se no "Ilhéu Verde". O ""Salgueiros e Fumos do Ilhéu Huanzhou" tem um parque de brincar para crianças. O quinto ilhéu é subordinado ao tema "Nuvens e Nevoeiros do Ilhéu Ling".
Junto ao pitoresco parque existem pagodes, pavilhões, casas de chá e restaurantes. Para se entreter, o visitante pode passear de barco, visitar um jardim zoológico e um teatro ao ar livre. As atracções mais importantes são a Torre Nuo’na, o Templo do Lama, o maosoléu de Guo Pu, e o Jardim de Rosas. No lago há barcos e balsas. É também considerado a "Pérola da Cidade de Pedra". Se assim o desejar, o visitante pode passear no parque num período até cinco horas.

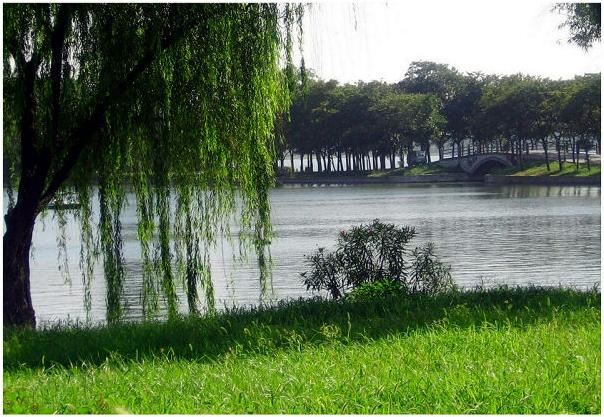
Salgueiros
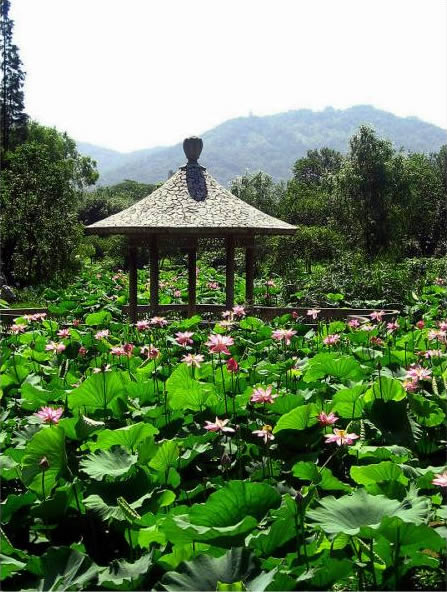
Flores de lótus
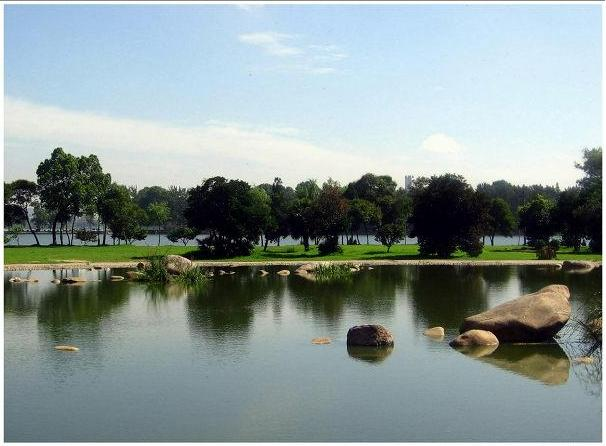
Vista do lago
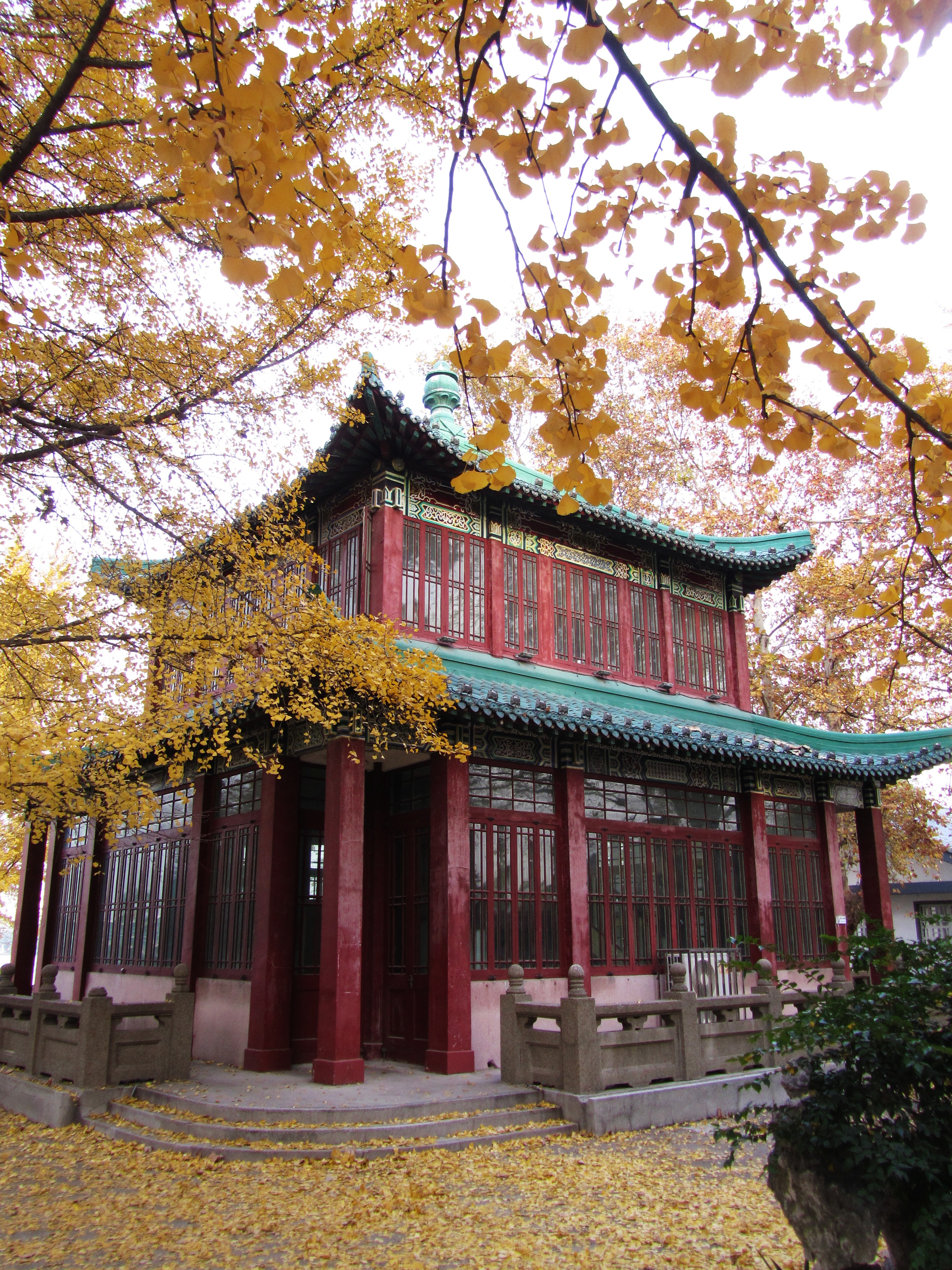
Torre Lansheng

O parque é designado como Atracção Nacional de Grau AAAA na China. A Cidade de Nanquim identificou-o como um dos cinco maiores parques da cidade. Os outros são o Parque do Lago Mochou, o Parque de Qingliangshan, o Parque Wuchaomen e o Parque do Portão do Castelo da China.
O Parque dos Casais de Nanquim, ou Qinglvyuan Xuanwu (chinês: 南京情侣园), é adjacente ao limite ocidental do Lago Xuanwu e está por trás do Centro Nacional de Exposições de Nanquim.

## Olimpíadas da Juventude de 2014
Nos Jogos Olímpicos de Verão da Juventude de 2014, o parque do Lago irá sediar a canoagem,o triatlo e o remo. A canoagem e o remo irão acontecer na Escola de Remo e Canoagem de Nanquim, fundada em 1956 e com a infraestrutura construída em 2005. Já o triatlo decorreu na área do lago reservada para tal (treino e competição), exatamente na zona turística do lago.